# منطقه حفاظت‌شده بوگدو-باسکونچاک
منطقه حفاظت‌شده بوگدو-باسکونچاک (به لاتین: Bogdo-Baskunchak Nature Reserve) یک منطقهٔ حفاظت‌شده  در روسیه است که در استان آستراخان واقع شده‌است.